# Toby: The Secret Mine
Toby: The Secret Mine je česká hra z roku 2015. Vytvořil ji znojemský vývojář Lukáš Navrátil. Hra je určena pro PC a iOS.

## Hratelnost
Toby: The Secret Mine připomíná hru Limbo. Jedná se o 2D plošinovku se siluetovou grafikou. Hráč ovládá Tobyho a prochází levely plnými nástrah a puzzlů. Cílem je dostat se až na konec a během cesty osvobodit své přátele.

## Přijetí
Recenze na serveru KeenGamer dala hře 6 bodů z 10, indikující nadprůměrné hodnocení. Hra byla chválena za grafiku a hratelnost. Kritizována však byla za některé puzzly a poměrně malé množství obsahu.